# Hongeo koreana
A Hongeo koreana a porcos halak (Chondrichthyes) osztályának rájaalakúak (Rajiformes) rendjébe, ezen belül a valódi rájafélék (Rajidae) családjába tartozó faj.
Nemének egyetlen faja.

## Előfordulása
A Hongeo koreana előfordulási területe a Csendes-óceán északnyugati részén van. Ez az állat a Koreai-félsziget délnyugati partjai mentén található meg.

## Megjelenése
E rájafajnak a hímje legfeljebb 76 centiméter, míg a nősténye 73,5 centiméter hosszú. A farkán egy sornyi tüske látható. A mellúszóinak hátsófelén egy-egy hosszúkás fekete folt ül.

## Életmódja
Mérsékelt övi és tengeri halfaj, amely általában 30-180 méteres mélységekben él.

## Szaporodása
Belső megtermékenyítés által szaporodik. A nőstény a homokos vagy iszapos fenékre, kettesével hosszúkás tojástokokat rak. A tojástokok sarkai élesek és kemények.